# فاجعه لمانز ۱۹۵۵
فاجعه لمانز در سال ۱۹۵۵ حادثه ای بزرگی بود که در ۱۱ ژوئن ۱۹۵۵ در جریان مسابقه اتومبیلرانی مسابقات ۲۴ ساعته لو مان در پیست د لا سارت واقع در لومان، سارث، فرانسه رخ داد. تکه‌های بزرگ خودرو مرسدس-بنز ۳۰۰ اس‌ال‌آر به میان تماشاگران پرتاب شد و ۸۳ تماشاگر و راننده فرانسوی، پیر لوو را کشت و حدود ۱۲۰ نفر دیگر را مجروح کرد. این حادثه فاجعه‌بارترین تصادف در تاریخ اتومبیل‌رانی بود که باعث شد چندین کشور در اروپا ورزش‌های موتوری را در سراسر کشور خود ممنوع کنند. کشور سوئیس ممنوعیت خود را در سال ۲۰۲۲ ۶۶ سال پس از این حادثه لغو کرد.